# Franz Baumann
Franz Baumann, född 7 december 1890 i Stettin, död 23 december 1965 i Berlin, var en tysk sångare, sångtextförfattare och skådespelare. 
Baumann bedrev germanistikstudier i Berlin, Jena och Heidelberg samt sångstudier i Wiesbaden, Milano och Neapel. Huvuddelen av Baumanns texter var opolitiska, men melodin till hans marschsång Weit ist der Weg zurück ins Heimatland användes av Hitlerjugend, dock med annan text. I sången Deutschland, du Land der Treue relaterar Baumann till hakkors och Führern.

## Filmografi
- Das Gelübde der Keuschheit, 1919
- Die weißen Rosen von Ravensberg, 1919
- Hoppla, Herr Lehrer, 1920
- Ich war zu Heidelberg Student, 1927
- Das Deutsche lied, 1928
- In Jena sind alle Mädels so blond, 1929
- Student sein, wenn die Veilchen blühen, 1931
- Der falsche Tenor, 1932